# Projet Genetrix

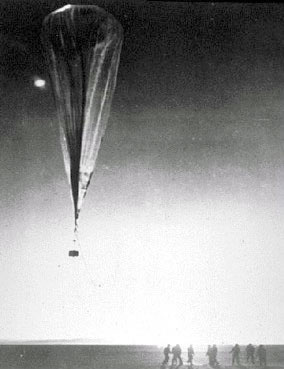
Lancement de ballons durant le projet Genetrix.

Le projet Génitrix, aussi connu sous le nom de WS-119L, est un programme de la force aérienne des États-Unis visant à lancer des ballons de surveillance fabriqués par General Mills, au-dessus de la Chine communiste, de l’Europe de l'Est et de l'Union soviétique dans le but de prendre des photographies aériennes et de recueillir des renseignements.

## Contexte
Autorisé par le président Dwight D. Eisenhower, le 27 décembre 1955, le projet 119L reposait sur l’utilisation massive pour la première fois de ballons espions qui avaient été testés dans des projets précédents, comme « Moby Dick High ». Officiellement, ce programme s'inscrivait dans la recherche météorologique (avec une notice à bord priant de rendre le matériel en cas d'avarie) et l’on envisageait à l'origine 2 500 ballons.
Les ballons Genetrix atteignaient des altitudes de 50 000 à 100 000 pieds (15-30 km), bien supérieure à celle atteinte par les avions de combat de l’époque. Entre le 10 janvier et 6 février 1956, un total de 516 ballons à haute altitude furent lancées à partir de cinq sites de lancement différents en Écosse, Norvège, Allemagne de l’Ouest et Turquie ; 54 furent récupérés et seulement 31 fournirent des photographies utilisables. De nombreux ballons furent bien sûr abattus ou se déchirèrent, et les survols conduisirent à de nombreuses protestations diplomatiques des pays ciblés,.
Le projet 119L fut suivi par le projet Skyhook, le projet Mogul, et le projet Grandson. Les ballons furent utilisés pour surveiller l'Union soviétique et en particulier ses essais nucléaires, et retourna des photographies de plus de 2,8 millions de kilomètres carrés du bloc sino-soviétique. Les programmes de ballons à haute altitude top-secret tels que Moby Dick, Moby Dick High et 119L peuvent expliquer bon nombre des observations d'OVNI à partir vers le milieu du XXe siècle. L’avion espion U-2 fut par la suite développé pour remplacer les ballons Genetrix.